# 反共文學
反共文學為台灣1950年代特有的文學型態，另外也有戰鬥文學的別名。此種將反共產黨或者反中國共產黨當成文學唯一主軸的作品，除了受到戰後駐台之中華民國政府的支持外，也普遍受到1950年代以中文為母語的外省族群青睞。

## 簡介
反共文學之所以成為台灣1950年代之代表性文學潮流，與中華民國政府設立的「中華文藝獎金委員會」與「軍中文藝獎」文學獎項有淵源深厚。因國共內戰失利而旁落中國大陸主權的國民政府想藉此建立政權合法性，也寄望從此類文學中找到整軍經武的理由與共鳴。
反共文學的作家約有第三類，首先第一類是軍人作家，如朱西甯、司馬中原、段彩華、尼洛等，作品多經軍中文藝獎項呈現，也被賦予加強國民革命軍思想教育的另外責任。第二，是未於軍中服務的外省作家。此類作家本身就有文學底子，他們將本身離鄉背井到台灣的苦難，歸咎於共產黨的「叛亂」與「奪權」。這些作家有柏楊《異域》、陳紀瀅的《荻村傳》和《華夏八年》、張愛玲《秧歌》、王藍的《藍與黑》、姜貴的《旋風》和潘人木的《蓮漪表妹》。最後一類為台灣本省人觀點，如李榮春的《祖國與同胞》，是台灣人因緣際會經歷國共內戰的生命史鑑照。
曾經協助中華民國政府大力推動反共文學的民間文學團體，有以下幾個：中國文藝協會、直屬於中國青年反共救國團(簡稱：救國團)的「中國青年寫作協會」、屬於中國國民黨台灣省黨部的「台灣省婦女寫作協會」(後來的「中國婦女寫作協會」)、黨國大老張道藩主導的「中華文藝獎金委員會」。除了要關注個別作家的創作情形與民間文學團體的高度參與，還得注意當時的報紙與文學雜誌所發揮的巨大功能，因為兩者是反共文學作品與相關論述的主要發表空間。
1950年代重要的反共文學雜誌有以下幾種： 
《寶島文藝》月刊：由寶島文化出版社發行。
《暢流》半月刊：由暢流半月刊社發行。
《半月文藝》半月刊：由半月文藝社發行。
《自由青年》旬刊：由自由青年社發行。
《軍中文摘》月刊：由國防部新中國出版社發行。
《野風》半月刊：由野風雜誌社發行。
《火炬》半月刊：由火炬雜誌社發行。
《文壇》月刊：由文壇社發行。
《海島文藝》月刊：由海島文化出版社發行。
《晨光》月刊：由晨光雜誌社發行。
《文藝月報》月刊：由中國新聞出版公司發行。
《軍中文藝》月刊：由國防部新中國出版社發行。
《幼獅文藝》月刊：由幼獅文化事業公司發行。
《中華文藝》月刊：由中華文藝月刊社發行。
《新新文藝》月刊：由新新文藝社發行。
《海風》月刊：由海風月刊社發行。
《革命文藝》月刊：由國防部新中國出版社發行。
1950年代重要的報紙，如《中央日報》、《中華日報》、《台灣新生報》、《掃蕩報》、《公論報》、《自立晚報》等，其副刊大量刊載反共文學作品與相關論述。

## 相關研究

### 期刊、研討會的論文
- 對個別作家所撰之反共文學論述的研究，到2012年8月16日為止，有以下幾項：
  - 應鳳凰，〈朱西甯的反共文學論述〉，《紀念朱西甯先生文學研討會論文集》。

- 對那些較重要之反共文學作品的研究，到2012年8月16日為止，有以下幾項：
  - 王德威，〈一種逝去的文學？－反共小說新論〉，《如何現代，怎樣文學？－十九、二十世紀中文小說新論》。
  - 王德威，〈五十年代反共小說新論—一種逝去的文學？〉，《四十年來中國文學》。
  - 徐國能，〈論姜貴五〇年代兩部長篇小說：《旋風》、《重陽》〉，《海峽兩岸現當代文學論集》。
  - 吳達芸，〈書寫在異鄉─再讀朱西甯及《八二三注》〉，《紀念朱西甯先生文學研討會論文集》。
  - 古遠清， 〈臺灣「反共文學」的興起與逝去 〉，2012年3月《傳記文學》。
  - 楊維真， 〈戰鬥、反共、文學：1950年代臺灣反共文學的興起 〉，2010年9月《中華軍史學會會刊》。
  - 王鼎鈞， 〈反共文學觀潮記 〉，2007年5月《文訊》。
  - 江寶釵， 〈重省五〇年代臺灣文學史的詮釋問題--一個奠基於「場域」的思考 〉，2005年5月《東華漢學》。
  - 應鳳凰，〈從《蝗蟲東南飛》到《異域》尋找郭衣洞的文學史位置〉，2008年5月《全國新書資訊月刊》。
  - 陳康芬，〈戰後臺灣五〇年代反共文藝論述的政治觀 〉，2006年2月《戰後臺灣五〇年代反共文藝論述的政治觀 》。
  - 陳明成、李瑞騰，〈反攻與反共：關鍵年代的關鍵年份--臺灣文壇「一九五六」的再考察 〉，2005年2月《文訊》。
  - 陳康芬，〈「中國文藝協會」社群與戰後臺灣五０年代反共文學機制的形成 〉，2004年8月《淡水牛津臺灣文學研究集刊》。
  - 林俊德，〈試評姜貴《重陽》 〉，2003年2月《書評》。
  - 陳秀美，〈五０年代的穆中南與文壇 〉，2002年12月《空大人文學報》。
  - 李玉珍，〈1950年代的反共文學與佛教文學--「佛教小說集」裡的戰爭、愛情與鄉愁 〉，2001年7月《佛學研究中心學報》。
  - 應鳳凰，〈姜貴的長篇反共小說--「旋風」 〉，2001年9月《明道文藝》。
  - 簡弘毅，〈撐開反共的大傘--五０年代國家文藝政策與文藝體制初探 〉，2001年4月《水筆仔》。
  - 朱西甯，〈論反共文學 〉，1977年9月《中華文化復興月刊》。